# Nakagawa (Fukuoka)
Nakagawa (那珂川市 Nakagawa-shi?) es una ciudad en la prefectura de Fukuoka, Japón, localizada en la parte norte de la isla de Kyūshū. El 1 de septiembre de 2020 tenía una población estimada de 50 201 habitantes y una densidad de población de 669 personas por km².

## Geografía
Nakagawa se encuentra en una el centro-oeste de la prefectura de Fukuoka, bordeada por la ciudad de Fukuoka al norte y la prefectura de Saga al sur.

## Historia
Nakagawa adquirió el estatus de ciudad el 1 de octubre de 2018.

## Demografía
Según los datos del censo japonés, la población de Nakagawa ha crecido constantemente en los últimos 50 años.
| Gráfica de evolución demográfica de Nakagawa entre 1940 y 2015 |
|                                                                |
| Oficina de Estadísticas de Japón                               |